# Пирогова, Галина Николаевна
Галина Николаевна Пирогова — российский физикохимик и радиохимик, доктор химических наук, лауреат премии имени В. Г. Хлопина (1989).

## Биография
Родилась 31 августа 1930 г. в Москве.
Окончила Московский государственный университет (1953), химик. До 1959 г. там же: аспирант, младший научный сотрудник. В 1957 г. защитила кандидатскую диссертацию: «Исследование паравольфраматов».
С 1959 г. в Институте физической химии (ИФХ): младший научный сотрудник, старший научный сотрудник, зав. лабораторией.
В 1983 г. защитила докторскую диссертацию:
- Физико-химические свойства облученных и радиоактивных катализаторов : диссертация … доктора химических наук : 02.00.04, 02.00.09. — Москва, 1983. — 324 c. : ил.

Научные интересы: радиационная химия твердого тела, радиационная стойкость материалов.
Автор более 150 научных статей и около 10 изобретений.
Лауреат премии имени В. Г. Хлопина (1989) — за цикл работ по радиохимии.